# Shystie
Shystie (* 25. Dezember 1982 in Hackney, Nord-London; richtiger Name Chanelle Scott/Calica) ist ein weiblicher britischer MC der Grime-Szene.

## Leben
Nachdem Shystie schon lokal mit ihren schnellen Reimen für Aufsehen gesorgt hatte, hatte sie mit ihrer White-Label-Antwort auf Dizzee Rascals Song I Luv U einen kleineren Erfolg und sicherte ihr einen Platz auf der Tour von Basement Jaxx 2003. Mittlerweile hat sie bereits einen Vertrag bei Universal unterschrieben und 2004 das Album Diamond in the Dirt veröffentlicht, welches aber vor allem in der Grime-Szene erfolgreich war. Lediglich die Songs One Wish und Make It Easy waren kleinere Erfolge in den britischen Charts.
In den folgenden Jahren versuchte sich Shystie vor allem als Schauspielerin, unter anderem in einer eigenen Fernsehserie mit dem Titel Dubplate Drama, die in drei Staffeln bei Channel 4 ausgestrahlt wurde. Außerdem machte sie mehrere Beiträge zu Filmsoundtracks. Erst ab 2011 machte sie wieder mit mehreren Mixtapes musikalisch auf sich aufmerksam. Es erschienen auch mehrere Singles und eine EP, die Rückkehr in die Charts gelang ihr jedoch nicht.

## Veröffentlichungen

### Mixtapes
- Treasure Chest (2011)
- Blue Magic (2011)
- Gold Dust vol.1 (2012)
- Gold Dust vol.2 (2012)

### Alben
- Diamond in the Dirt (2004)
- Pink Mist EP (2013)

### Singles
- One Wish (EP, 2004)
- Make It Easy (2004)
- Bad Gyal (2012)
- Feel It (2012)
- Stop (ft. Jalissa) (2014)
- On This Ting (2016)